# Артифицијелизам
Артифицијелизам је особина дечјег мишљења која се огледа у тежњи да се предмети и бића природе поимају као вештачки направљени (планине и месец су саградили зидари, море обојили и посолили људи, а дрвеће расте из семена које су направили продавци). Оваква схватања настају услед имагинарне генерализације искуства деце да су готово све ствари са којима прво долазе у додир заиста вештачке.